# Wąwóz Homole
Wąwóz Homole – wąwóz w Pieninach, a dokładniej w Małych Pieninach, w miejscowości Jaworki w województwie małopolskim, w powiecie nowotarskim, w gminie miejsko-wiejskiej Szczawnica. Nazwa pochodzi od ruskiego słowa homoła, gomoła, które oznacza obły, bezrogi (nawiązanie do kształtu doliny). Ma długość ok. 800 m.

## Ogólne
Jego ściany zbudowane są głównie ze skał wapiennych pochodzących z okresu jury i kredy z domieszką łupków i margli. Ma bardzo urozmaiconą rzeźbę i ciekawą budowę geologiczną. Dnem tego bardzo znanego wąwozu, uważanego za jeden z najpiękniejszych w Polsce, płynie potok Kamionka, który również odegrał dużą rolę w rzeźbieniu koryta wąwozu. Potok tworzy liczne kaskady, a w jego korycie znajdują się ogromne głazy. Płynie nim krystalicznie czysta woda. W górnej części wąwozu rumowisko osuwiskowe powstałe w okresie plejstocenu. Na wapiennych skałach wąwozu Homole rosną rzadkie gatunki roślin wapieniolubnych i liczne okazy światłolubnych jałowców. Od 1963 r. jest rezerwatem przyrody, licznie odwiedzanym przez turystów i wycieczki szkolne.

## Geneza
Właściwe formowanie wąwozu Homole zostało zapoczątkowane w neogenie. Nastąpiło wówczas obniżenie lokalnej bazy erozyjnej, w wyniku czego blok Homoli (w obrębie którego wąwóz jest położony) podlegał intensywnej erozji rzecznej. Przyjęto, iż blok uległ wydźwignięciu wzdłuż osi poprzecznej do pienińskiego pasa skałkowego, co spowodowało powstanie systemu rozłamowego wąwozu oraz uaktywniło uskoki grawitacyjne. W wyniku tego, na skutek erozji rzecznej, doszło do wypreparowania w podłożu skalnym głębokiego wąwozu. Wąwóz Homole został wyżłobiony przez płynący obecnie jego dnem niewielki potok Homole. Proces pogłębiania wąwozu prawdopodobnie trwa do dziś, gdyż blok Homoli w dalszym ciągu ulega powolnemu wznoszeniu.

## Historia
Od dawna (już w XV wieku) był on penetrowany przez poszukiwaczy skarbów. Istnieje wiele legend związanych ze skarbami ukrytymi w nim, są również dokumenty historyczne. Jego nazwa znajduje się np. w testamencie Piotra Wydźgi, znanego w swoich czasach poszukiwacza skarbów. Dokument z roku 1529, tzw. „Castrum Homola”, wspomina o opustoszałym zamku zwanym Homola. Jak wskazują badania archeologiczne przeprowadzone w 1988 r., niegdyś w wąwozie Homole istniała warownia broniona przez skały oraz sztucznie wykonany przekop z wodą. Znaleziono m.in. XVI-wieczne cegły i fragmenty ceramiki. W 1547 r. właścicielem całych Jaworek stał się Stanisław Nawojowski; być może, zamek został odbudowany. Później jednak popadł znów w ruinę. Przed utworzeniem rezerwatu wąwóz był wypasany, wpuszczonych do niego owiec nie trzeba było pilnować – i tak nie mogły z niego nigdzie wyjść.

## Opis turystyczny
Turystyczna ścieżka przekracza kilkakrotnie potok. Dawniej pokonywano go przeskakując po dużych kamieniach na jego dnie, co wymagało nieco zręczności, obecnie dla wygody turystów wykonano metalowe mostki.
Wejście do wąwozu leży tuż obok szosy prowadzącej przez Jaworki, zaraz za parkingiem i oznakowane jest dużą tablicą. Przed wejściem do wąwozu estetycznie wykonane tablice informacyjne i w sezonie turystycznym punkt pobierania opłat za zwiedzanie. Po przejściu przez drewniany mostek potoku Kamionka, zaraz po lewej stronie skała zwana Wapiennik, a za nią ciągnie się dalej długa niemal pionowa ściana Grzebienia. Po przeciwległej (prawej) stronie ciągną się wyższa od nich i równie stroma Prokwitowska Homola. Istnieją w niej szyby górnicze – w przeszłości poszukiwano tu złota. Za Grzebieniem znajduje się Niska Skała o wysokości 70 m, a za nią Wysoka Skała, mająca aż 120 m wysokości. Skały te mają czerwonawe zabarwienie, świadczące o zawartości żelaza.
Dalej trasa prowadzi lesistym i zawalonym rumowiskiem dużych głazów zboczem, po lewej stronie potoku. Dość strome podejście ułatwiają drewniane stopnie i poręcze. Towarzyszy nam szum potoku spadającego po kaskadach. Potok rozwidla się w kilku miejscach. Ścieżka wyprowadza na Dubantowską Dolinkę, gdzie znajduje się koszona polana, ławki i stoły dla turystów. Znajdują się tutaj tzw. Kamienne Księgi – skały, na których według miejscowych podań zapisano ludzkie losy aż do końca świata. Od strony wyjścia z wąwozu wał kamienny, a dookoła polanki wykonana z naturalnych kamieni ścieżka. Idąc nią można z bliska przyglądnąć się wapiennym, zabarwionym na czerwonawo ścianom skalnym na otaczających polankę zboczach.

## Szlak turystyki pieszej
– Jaworki – Wąwóz Homole – Dubantowska Polana – Jemeriska – Za Potok – Polana pod Wysoką – Wysokie Skałki. Czas przejścia 1 h 45 min, z powrotem 1 h 15 min.

## Galeria zdjęć

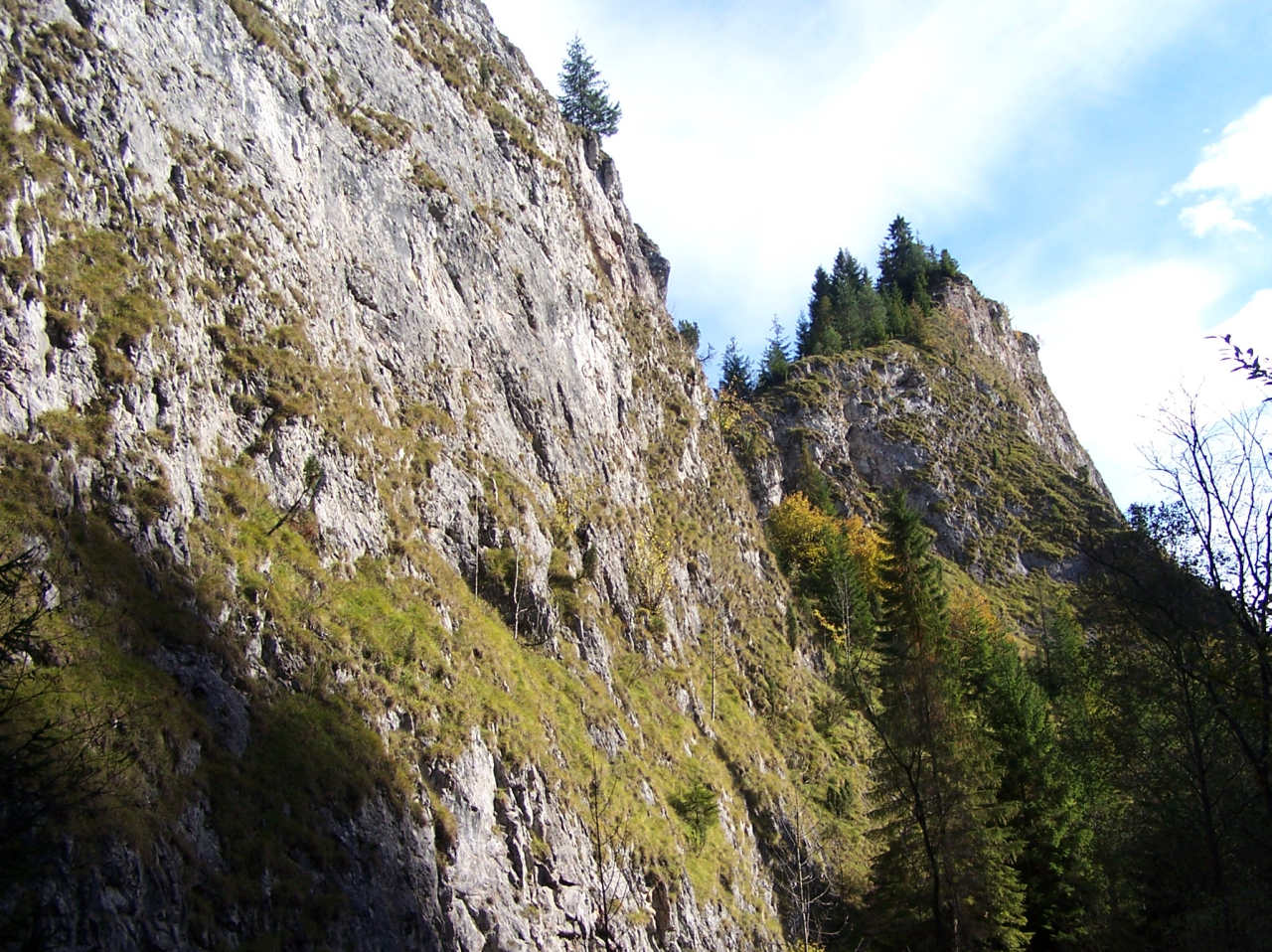
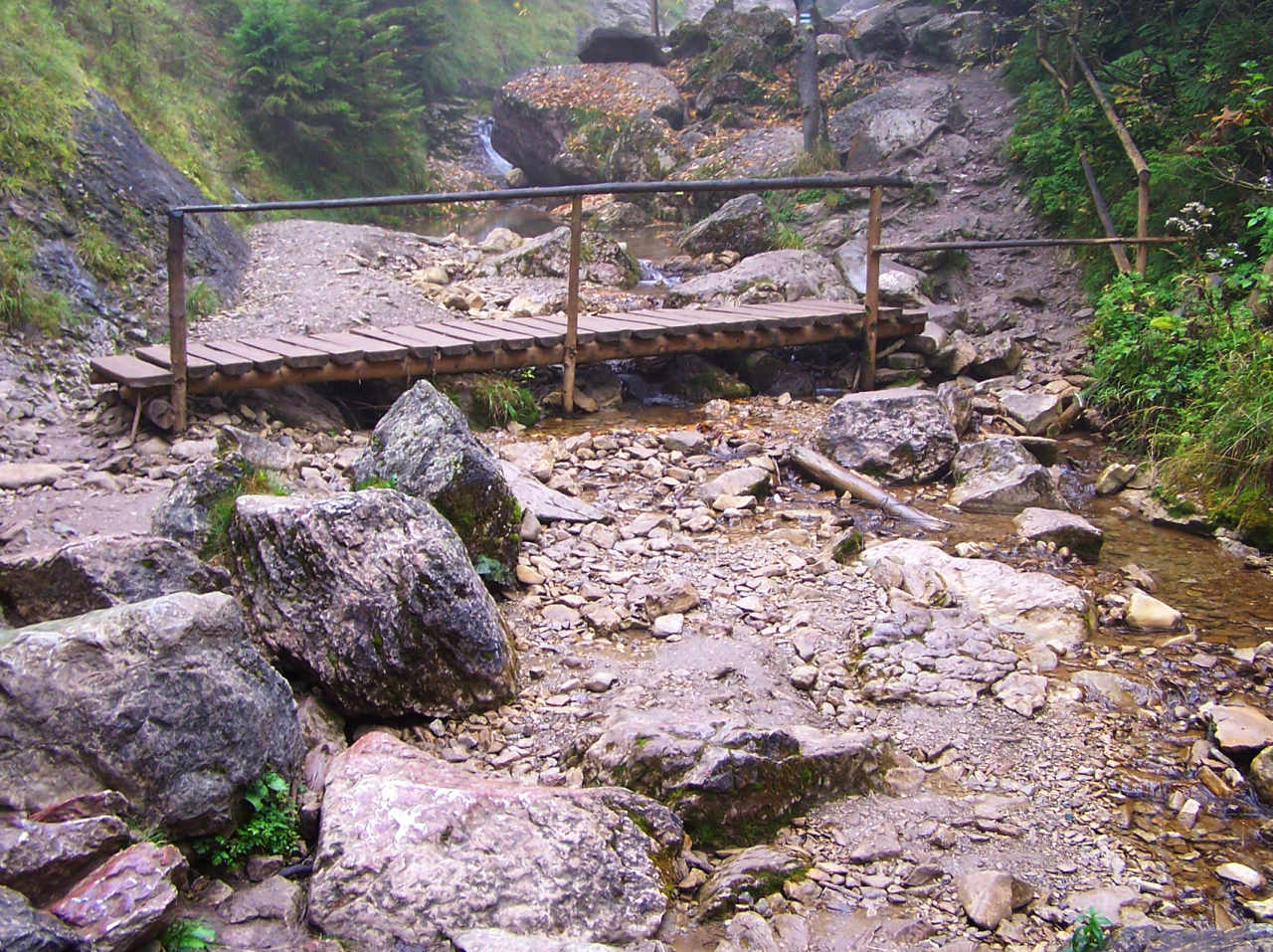
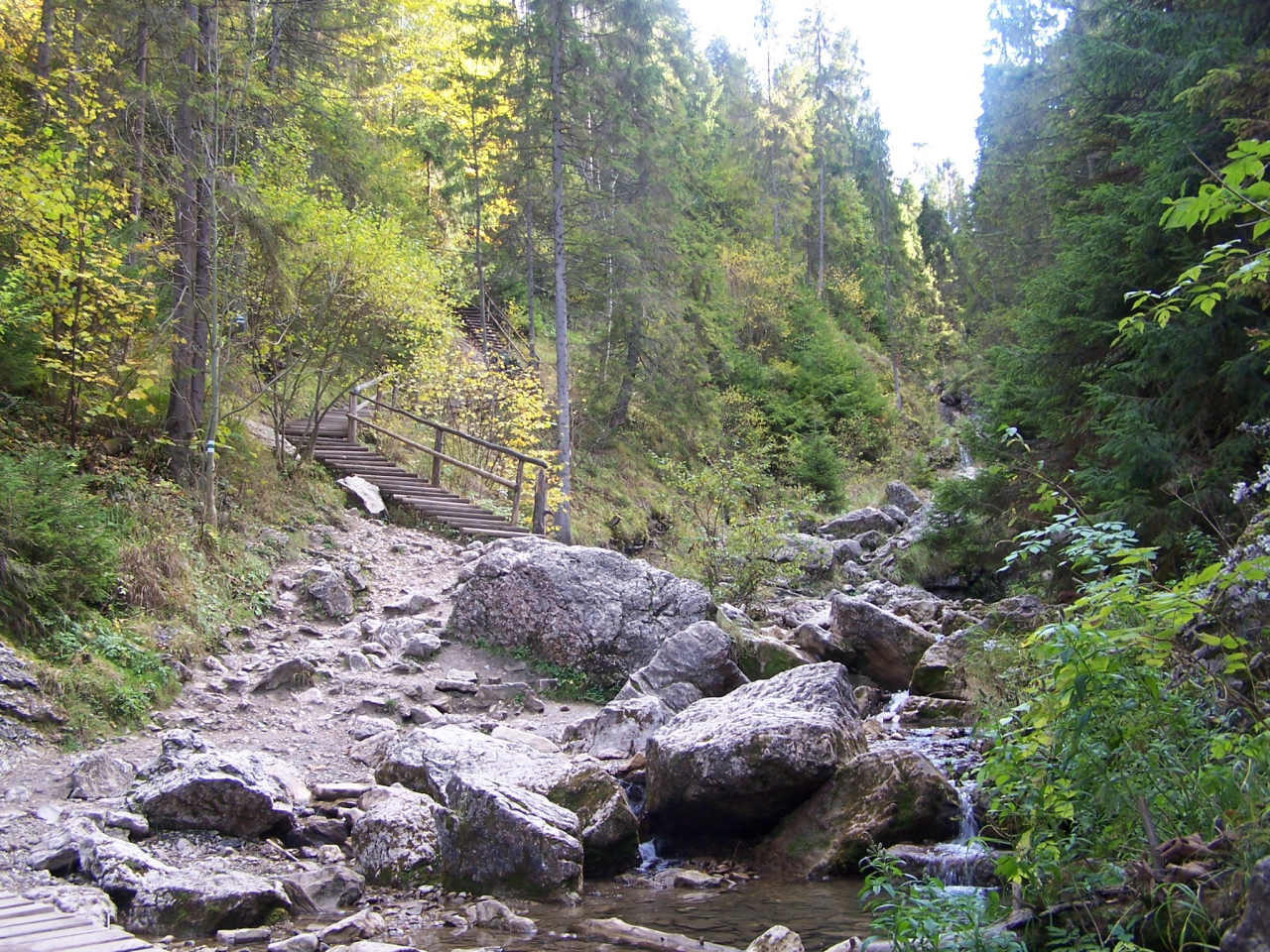
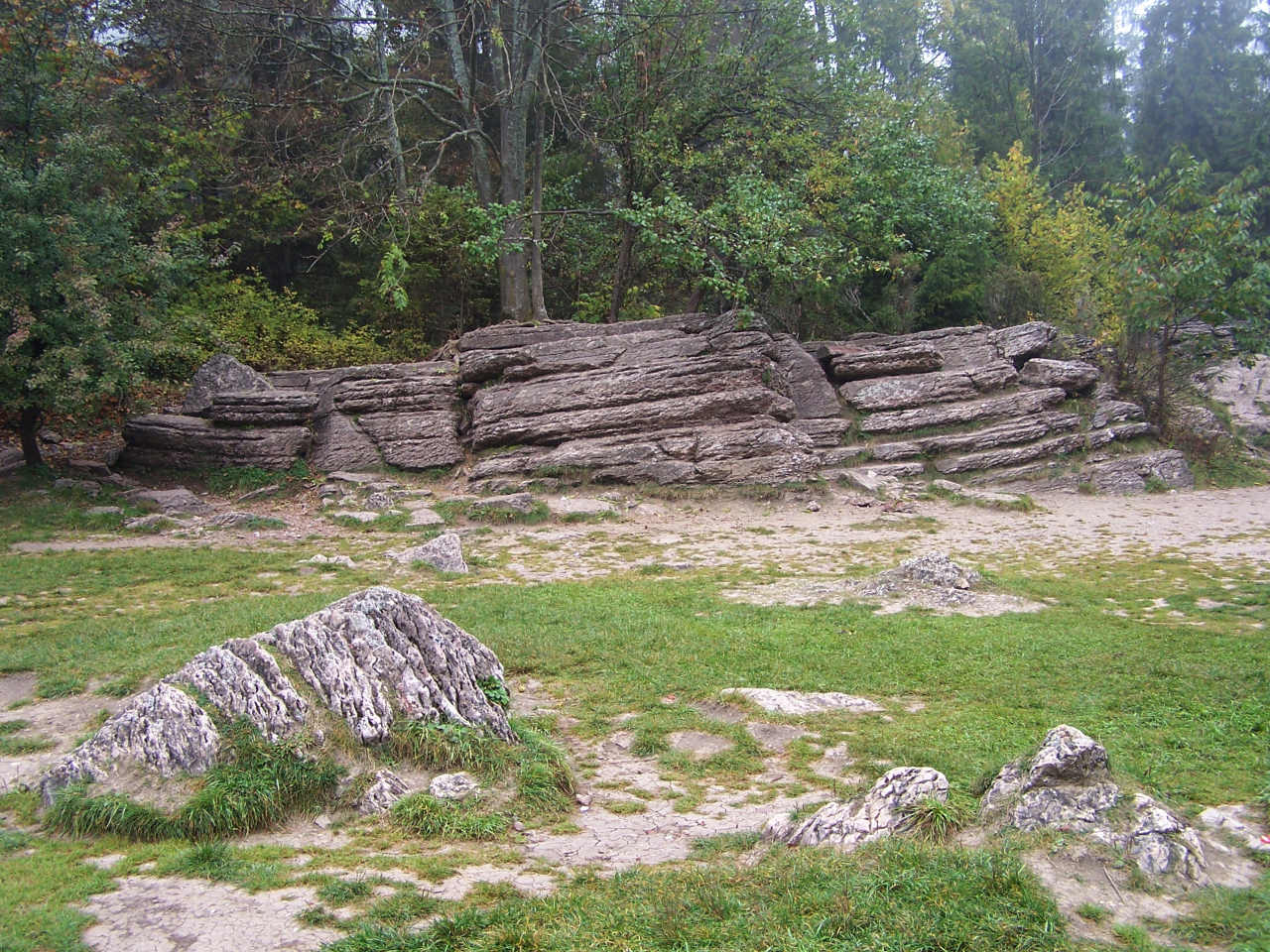
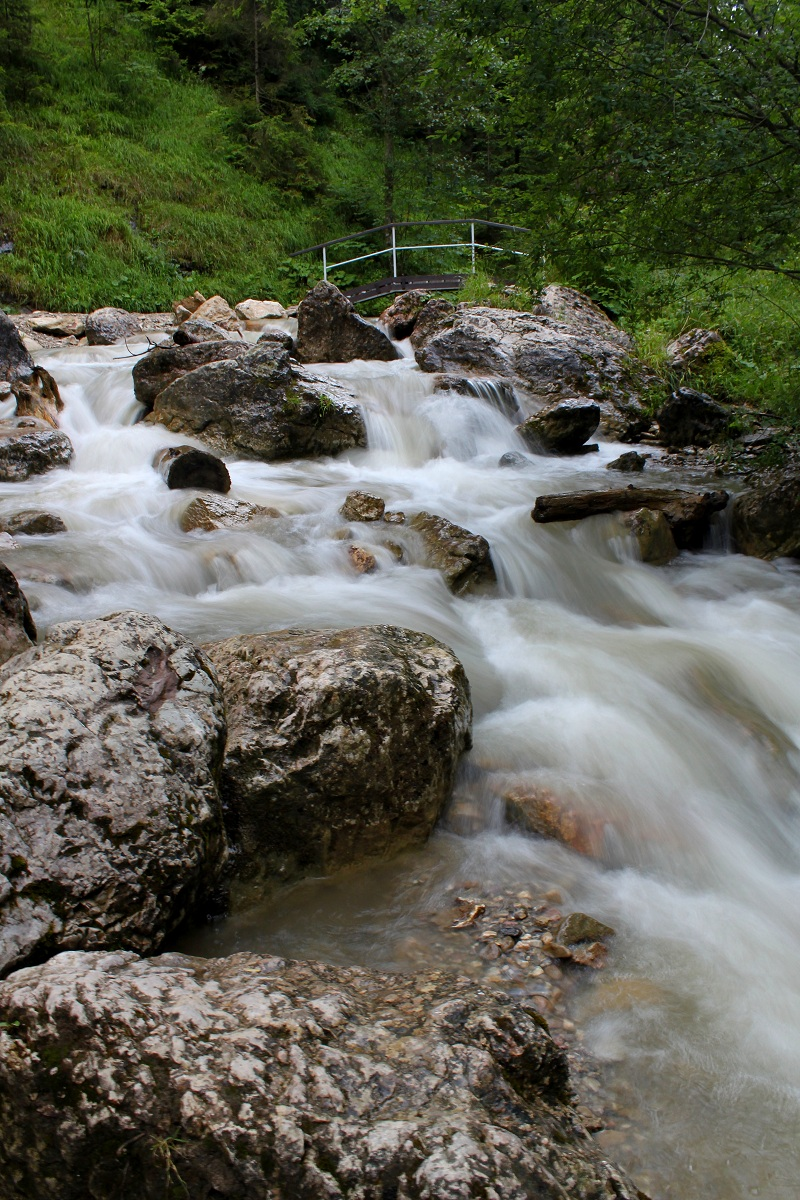
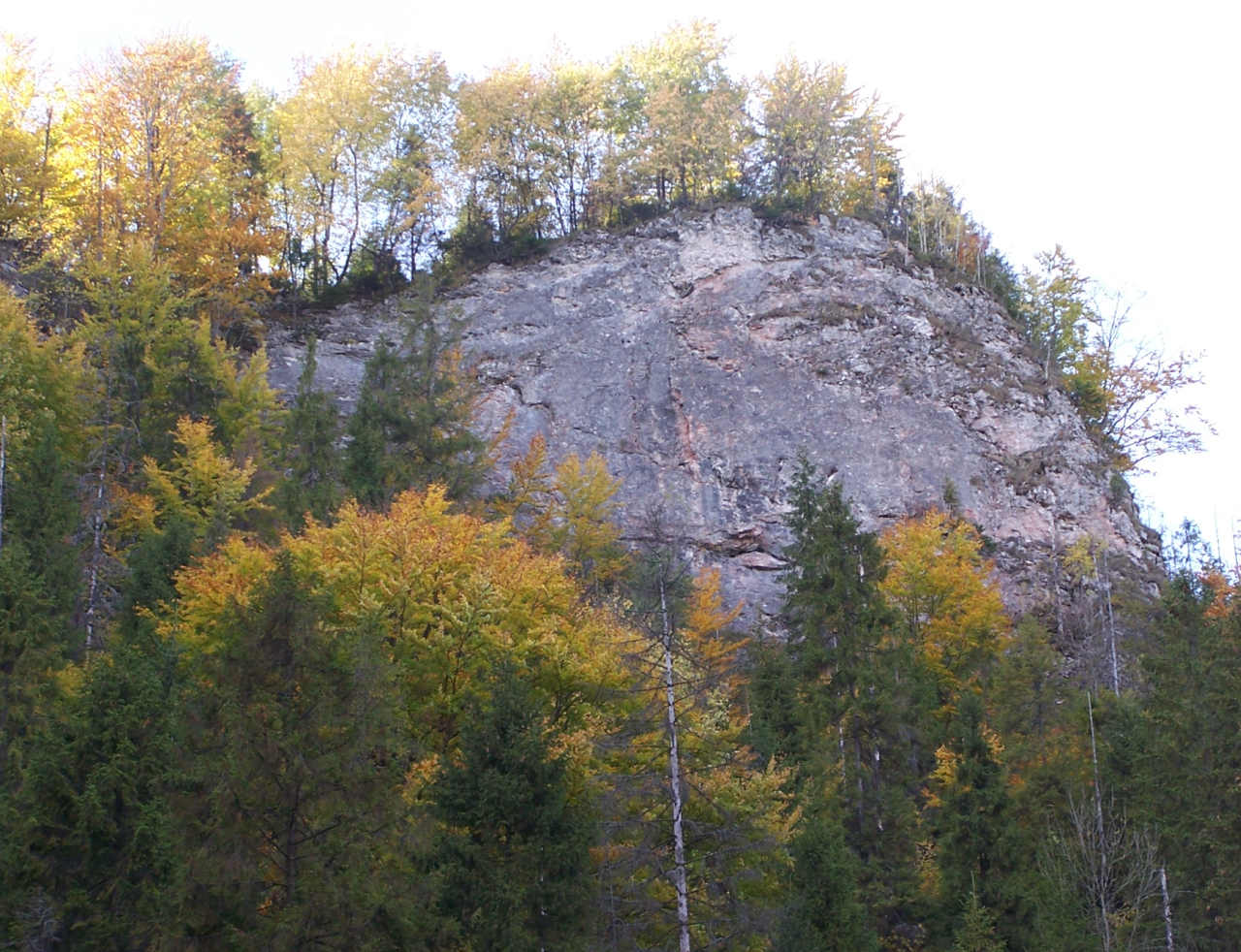
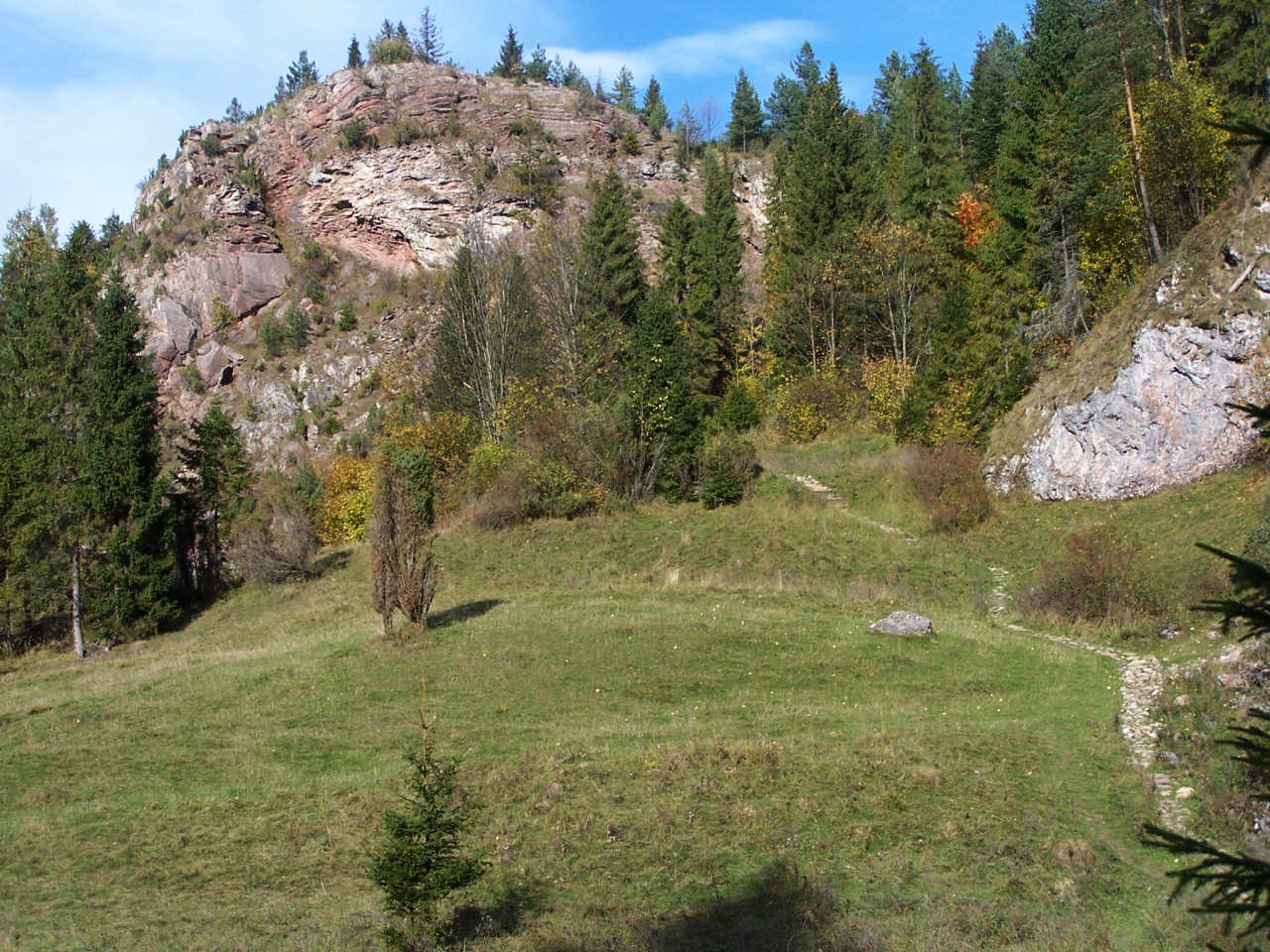